# Aktiengesellschaft (Belgien)

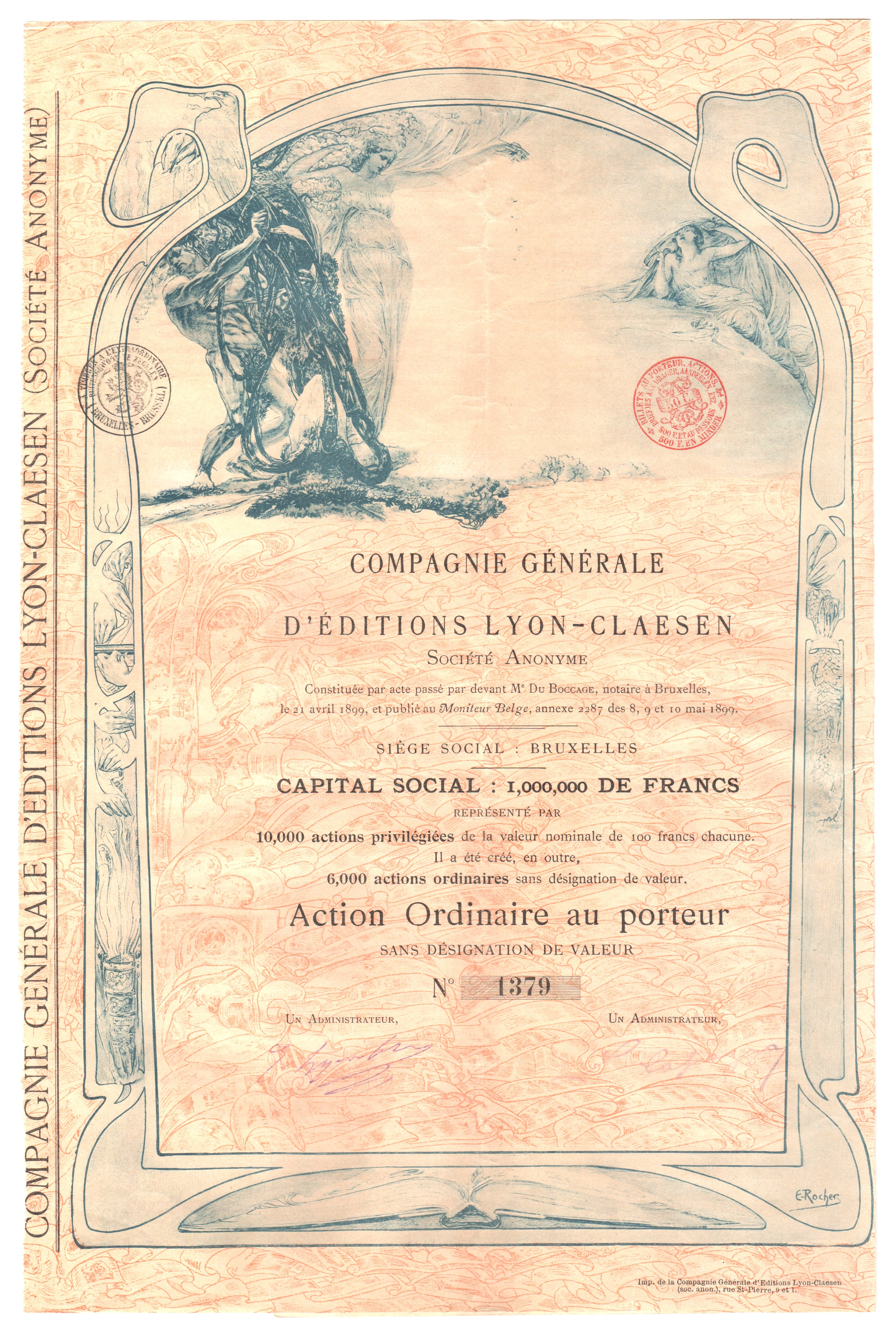
Historische Aktie der belgischen Cie. Générale d'Editions Lyon-Claesen SA vom 10. Mai 1899, entworfen vom Künstler Ernest Rocher.

Die Aktiengesellschaft (kurz AG; niederländisch Naamloze vennootschap N.V.; französisch Société anonyme SA) ist in Belgien eine Rechtsform einer Kapitalgesellschaft.
Ein Mindestgrundkapital von 61.500 Euro muss bei Gründung vollständig eingezahlt worden sein. Gesetzlich vorgeschriebene Organe sind der Verwaltungsrat, die Hauptversammlung und die Abschlussprüfer. Die Aktien einer AG/N.V./SA sind grundsätzlich übertragbar, was jedoch durch Zulassungsklausel, Vorkaufsrechtsklausel oder Unveräußerlichkeitsklausel beschränkt werden kann. Rechtsgrundlage ist das Belgische Gesellschaftsgesetzbuch (Wetboek van vennootschappen/Code des sociétés).
Will die AG/N.V./SA einer Handelsaktivität nachgehen, ist sie gesetzlich verpflichtet, sich in die Zentrale Datenbank der Unternehmen (Kruispuntbank van Ondernemingen/Banque-Carrefour des Entreprises) eintragen zu lassen. Die Datenbank führen die sogenannten Unternehmensschalter (Ondernemingsloketten/Guichets d’entreprises), an diese sind Anträge zur Aufnahme, Änderung und Löschung im Register zu stellen.